# 바부 환초

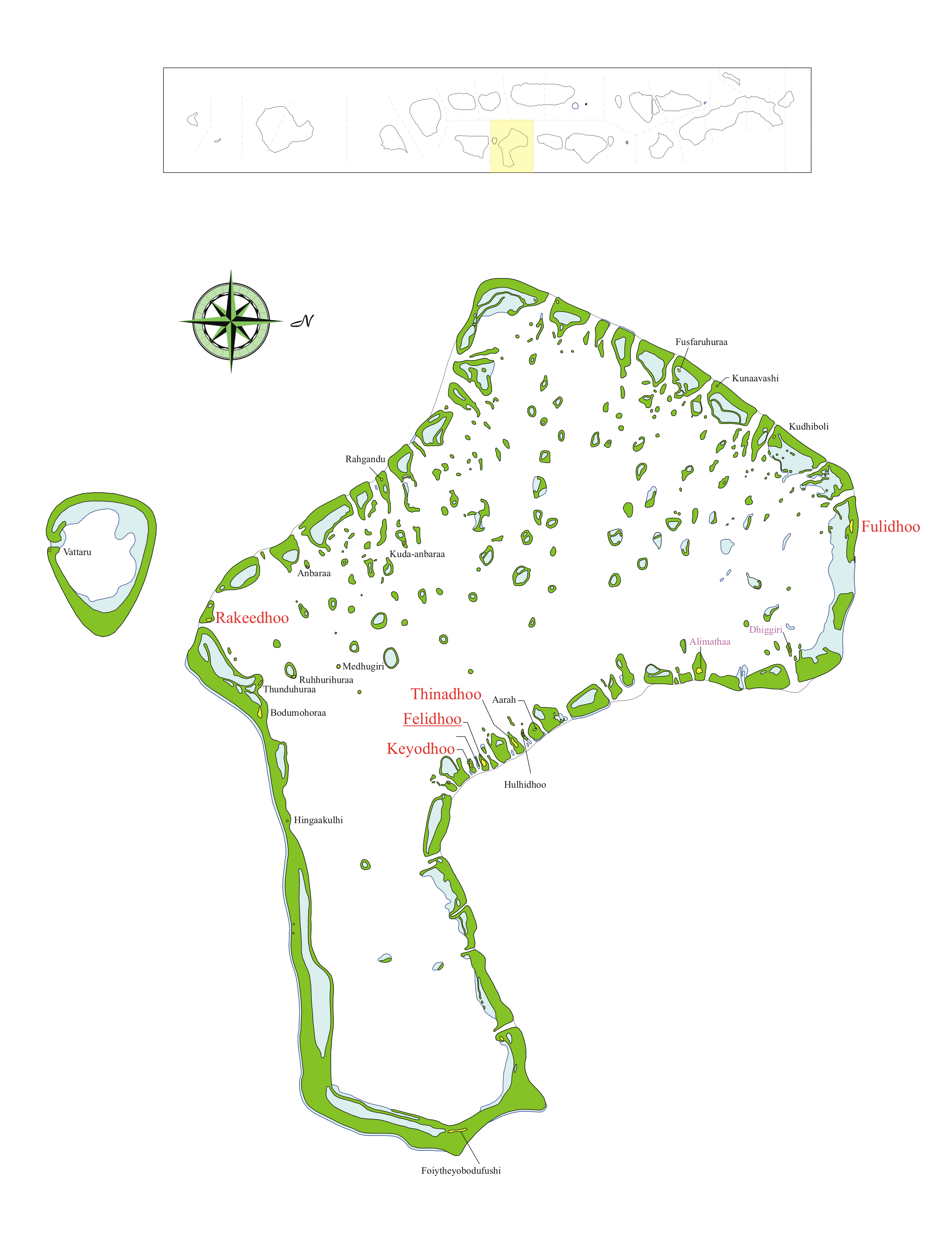
바부 환초

바부 환초(디베히어: ފެލިދެ އަތޮޅު, Vaavu) 또는 펠리두 환초(Felidhu)는 몰디브 중부에 위치한 환초로 행정 중심지는 펠리두이며 인구는 2,144명(2006년 기준)이다. 19개 섬으로 구성되어 있다.